# Fire (Bruce Springsteen)
Fire è un brano musicale del 1977 scritto e interpretato dal cantautore statunitense Bruce Springsteen, pubblicato nel 1987 come singolo estratto dall'album Live/1975-85.

## Tracce
- 7"

1. Fire
2. Incident on 57th Street (live)

## Altre versioni
Nel 1978 il brano è stato pubblicato in una versione collaborativa da Robert Gordon e Link Wray.
Sempre nel 1978 è stato pubblicato come singolo dal trio R&B femminile The Pointer Sisters. La loro versione è presente nell'album Energy.
La canzone è stata registrata anche da Babyface e Des'ree per la colonna sonora del film Hav Plenty (1998), da Anna Calvi (come B-side del singolo Suddenly del 2013) e da altri artisti anche dal vivo.